# Hrabstwo Lyon (Minnesota)
Hrabstwo Lyon (ang. Lyon County) – hrabstwo w stanie Minnesota w Stanach Zjednoczonych. Obszar całkowity hrabstwa obejmuje powierzchnię 721,67 mil2 (1 869,12 km²). Według danych z 2010 r. hrabstwo miało 25 857 mieszkańców. Hrabstwo powstało 6 marca 1868 roku i nosi imię Nathaniela Lyona – amerykańskiego generała, uczestnika Wojny amerykańsko-meksykańskiej oraz Wojny secesyjnej.

## Sąsiednie hrabstwa
- Hrabstwo Yellow Medicine (północ)
- Hrabstwo Redwood (wschód)
- Hrabstwo Murray (południe)
- Hrabstwo Pipestone (południowy zachód)
- Hrabstwo Lincoln (zachód)

## Miasta
- Balaton
- Cottonwood
- Florence
- Garvin
- Ghent
- Lynd
- Marshall
- Minneota
- Russell
- Taunton
- Tracy